# Station Marki Wąskotorowe
Station Marki Wąskotorowe is een spoorwegstation in de Poolse plaats Marki.